# Cyborg (Victor Stone)
Cyborg, il cui vero nome è Victor Stone, è un personaggio dei fumetti statunitensi pubblicati da DC Comics. Creato da Marv Wolfman e George Pérez, debutta in un inserto di DC Comics Presents n. 26 (ottobre 1980).
Cyborg è noto soprattutto per essere uno storico membro del supergruppo dei Giovani Titani, della Justice League e della Doom Patrol; i suoi nemici peggiori sono Gizmo, Atlas, Brother Blood, Darkseid, Steppenwolf, Deathstroke e Trigon.

## Biografia del personaggio
Victor Stone è un campione di football americano e figlio di Silas ed Elinore Stone, due eminenti scienziati che lavorano per i Laboratori S.T.A.R.; Victor però prova un forte rancore nei confronti dei genitori, dato che fin dall'infanzia costoro sperimentano sul figlio uno speciale trattamento con lo scopo di aumentarne l'intelligenza.
Un giorno, mentre si reca a trovare i suoi genitori al lavoro, Victor si ritrova coinvolto in un esperimento di teletrasporto: da un portale per un altro mondo fuoriesce un mostro gelatinoso che uccide sua madre e divora gran parte del suo corpo. Avvalendosi di una tecnologia sperimentale, Silas monta sul figlio una serie di protesi meccaniche, il che fa di Victor un vero e proprio ibrido uomo-macchina; risvegliatosi come un mostro, Victor prova ancor più risentimento nei confronti del padre ma, dopo aver capito di possedere grandi poteri, decide di dedicare la propria vita alla lotta contro le ingiustizie.
Victor fa poi conoscenza di una nuova alleanza di eroi, i Giovani Titani, messi insieme dall'empate Raven per fermare il proprio demoniaco padre Trigon; unitosi al gruppo, Victor ne diventa un membro a tutti gli effetti stringendo una forte amicizia con Beast Boy; con Sarah Simms, un'insegnante la cui classe è composta di bambini con protesi che per questo ammirano Victor più di ogni altro eroe; e con la dottoressa Sarah Charles, che lo aiuta a potenziare il proprio corpo e con cui Victor avrà una relazione. Quando l'ex membro dei Titani noto come Jericho fa saltare in aria Cyborg su un missile, Victor viene recuperato dai Laboratori S.T.A.R. e ricostruito più come macchina che come uomo; in seguito ad un viaggio nello spazio, riacquista l'uso della parola e riprende anche la relazione con Sarah. Si scoprirà poi che Victor era stato aiutato da una razza aliena meccanica senziente chiamata Technis, nata dall'arrivo dell'elementale della terra Swamp Thing su un pianeta meccanico.
Per mantenere la sua mente e la sua sanità, Cyborg si fonderà con i Technis, viaggiando con loro nello spazio per insegnargli l'umanità. La fusione con gli alieni aumenterà a dismisura i poteri di Victor, che si trasformerà in semidio tecnorganico noto come Cyberion. Tale fusione però annullerà la coscienza di Victor, che resterà dormiente all'interno della programmazione dei Technis. Volendo compagnia, il subconscio di Victor costruirà una base sulla Luna e inizierà a rapire ogni membro dei Titani per sistemarli in camere virtuale dove ognuno aveva il suo più grande sogno realizzato. In seguito, la Lega della Giustizia arriverà sul posto per indagare, e deciderà di uccidere Technis, mentre i Titani vorranno salvare quello che restava di Victor. Beast Boy riuscirà a rinsavire l'amico, la cui coscienza sarà così scaricata all'interno di un nuovo corpo formato dall'armatura futura nota come Omegadrone. Cyborg si ritroverà così ad essere totalmente macchina in un corpo dorato mutaforma che lo rendeva estremamente potente, ma ciò lo farà dubitare della sua umanità.
Dopo qualche tempo, Nightwing rivelerà di essere riuscito a clonare un nuovo corpo per Victor e questi riuscirà a fondere il suo corpo robotico con il clone. Cyborg potrà così passare da una forma umana ad una forma robotica uguale a quella originale, ma dorata e dotata di tutti gli stessi poteri dell'Omegadrone. Victor perderà questi poteri dopo essersi trasferito a Central City, e rifonderà i Giovani Titani. Cyborg sarà poi reclutato da Donna Troy, vecchia compagna di squadra per fermare l'evento cosmico noto come Crisi infinita. Nello spazio però Victor esploderà e resterà offline per un anno intero. Al suo risveglio incontrerà un nuovo gruppo di Titani, ed in breve tempo riprenderà il suo ruolo di consigliere spirituale del gruppo. Victor proverà poi ad espandere il gruppo con una filiale sulla costa Est, ma verrà fermato da un attacco a sorpresa del demone Trigon. Cyborg in seguito si unirà alla Lega della Giustizia, stringendo amicizia con Red Tornado.

## New 52
Nell'universo DC post-reboot. Cyborg diventa uno dei membri fondatori della nuova Justice League.

## Poteri e abilità
Elementi importanti del personaggio, a differenza di altri supereroi, sono l'aspetto e le abilità della sua parte meccanica simile ad una potente armatura esoscheletrica costantemente aggiornata, migliorata e modificata. Tale parte del corpo meccanica, assemblata e migliorata dallo stesso Cyborg, è costituita da una matrice allineata molecolarmente di ferro, oro, titanio e altre leghe in misura minore (favorendo sia i movimenti che le capacità difensive); inoltre viene alimentata da una combinazione di convertitori solari, batterie elettriche e un generatore interno a particelle beta, sebbene possa assorbire e riconvertire anche altre forme d'energia.
Grazie al suo corpo meccanico Cyborg possiede superforza in grado di fargli sollevare fino a 50 tonnellate, velocità sovrumana e semi-invulnerabilità, i suoi arti (soprattutto le braccia) possono essere controllati a distanza e muoversi autonomamente. La resistenza a vari tipi di colpi è caratterizzata dal fatto che parti del suo corpo sono fatte in titanio. Nel suo corpo sono installate varie armi, varie tipologie di missili, piccoli cannoni repulsori e mitragliatrici. La più importante delle armi è sicuramente il braccio destro che si può trasformare in un cannone sonico in grado di sciogliere l'acciaio. Nel suo cervello è inserito un computer superpotente che si può interfacciare con altri sistemi operativi e il suo occhio sinistro gli dona vari gradi di visione dello spettro luminoso.
Inoltre è un genio della robotica, infatti nella Torre Titan è sempre stato lui ad occuparsi dell'attrezzatura tecnologica, della costruzione dei veicoli e, soprattutto, del suo corpo robotico. Victor inoltre è un buon combattente nel corpo a corpo e un abile stratega, riuscendo a coniugare forza e intelligenza durante le sue battaglie. In più dispone di una profonda conoscenza nei campi della matematica, della chimica, dell'informatica e della meccanica quantistica, cosa che lo porta a scoprire e migliorare costantemente nuove tecnologie.

## Altri media

### Televisione

Cyborg nella seria animata Teen Titans Go!

- Victor Stone compare nel 15° episodio della quinta stagione di Smallville (Cyborg), interpretato da Lee Thompson Young. Il personaggio, con lo stesso interprete, ritorna nell'undicesimo episodio della sesta stagione (La lega della giustizia).
- Compare nella terza stagione di Young Justice doppiato da Zeno Robinson.
- È uno dei protagonisti delle serie animate Teen Titans e Teen Titans Go! (cartone parodistico che lo mostra come un ragazzo pigro e ottuso al pari dell'amico Beast Boy, ma anche come un donnaiolo), e dei film Teen Titans: Trouble in Tokyo, Justice League: War, Justice League: Il trono di Atlantide, Justice League vs. Teen Titans, Batman Unlimited: L'alleanza dei mostri e Teen Titans Go! - Il film, doppiato in tutti i media animati da Khary Payton.
- Fa parte anche delle serie live-action Doom Patrol (2019-2023) e Titans (2018-2023), interpretato da Joivan Wade.

### Cinema

#### Lungometraggi
Film d'animazione direct-to-video dove viene doppiato in originale da Khary Payton:
- LEGO DC Comics Super Heroes: Justice League vs. Bizarro League, regia di Brandon Vietti - direct-to-video (2015)
- LEGO DC Comics Super Heroes: Justice League - Attack of the Legion of Doom!, regia di Rick Morales - direct-to-video (2015)
- Batman Unlimited - L'alleanza dei mostri (Batman Unlimited: Monster Mayhem), regia di Butch Lukic - direct-to-video (2015)
- LEGO DC Comics Super Heroes: Justice League - Cosmic Clash, regia di Rick Morales - direct-to-video (2016)
- LEGO DC Super Heroes: Justice League: Gotham City Breakout (LEGO DC Comics Superheroes: Justice League - Gotham City Breakout), regia di Matt Peters e Melchior Zwyer - direct-to-video (2016)
- DC Super Hero Girls: Hero of the Year, regia di Cecilia Aranovich - direct-to-video (2016)
- DC Super Hero Girls: Intergalactic Games, regia di Cecilia Aranovich - direct-to-video (2017)
- LEGO DC Super Hero Girls: Brain Drain, regia di Todd Grimes - direct-to-video (2017)
- LEGO DC Comics Super Heroes: The Flash, regia di Ethan Spaulding - direct-to-video (2018)
- LEGO DC Super Hero Girls: Super-villain High, regia di Elsa Garagarza (2018)
- Teen Titans Go! - Il film (Teen Titans Go! To the Movies), regia di Aaron Horvath e Peter Rida Michail (2018)
- LEGO DC Super Heroes: Aquaman e la Justice League (LEGO DC Comics Super Heroes: Aquaman - Rage of Atlantis), regia di Matt Peters - direct-to-video (2018)
- DC Super Hero Girls: Legends of Atlantis, regia di Cecilia Aranovich e Ian Hamilton - direct-to-video (2018)
- Teen Titans Go! Vs. Teen Titans, regia di Jeff Mednikow - direct-to-video (2019)
- Teen Titans Go! See Space Jam, regia di Peter Rida Michail - direct-to-video (2021)
- Teen Titans Go! & DC Super Hero Girls - Confusione nel Multiverso (Teen Titans Go! & DC Super Hero Girls: Mayhem in the Multiverse), regia di Matt Peters e Katie Rice - direct-to-video (2022)

#### DC Extended Universe

Cyborg interpreato da Ray Fisher in Justice League (2017)

Victor Stone / Cyborg compare nel media franchise del DC Extended Universe (DCEU) dopo un cameo nel film Batman v Superman: Dawn of Justice (2016), per poi diventare uno dei protagonisti in Justice League (2017) e Zack Snyder's Justice League (2021), nel franchise il personaggio è interpretato da Ray Fisher, alcune parti del suo corpo sono state fatte in motion capture per ricreare le parti robotiche del film attraverso CGI. Fisher avrebbe anche dovuto riprendere il ruolo di Cyborg all'interno del franchise in un film stand-alone previsto per il 3 aprile 2020, prima che il progetto venisse abbandonato, sarebbe dovuto apparire come cameo nell'ultima puntata della serie televisiva Peacemaker insieme al resto dalla Justice League ma la Warner Bros. insistette per rimuovere lui e Batman all'interno della scena, sarebbe infine dovuto apparire in un ruolo minore nel film The Flash (2023) ma a causa di alcune controversie passate tra l'attore e la produzione, ciò non fu possibile.

### Videogiochi
- Teen Titans (2006) - Khary Payton
- Injustice: Gods Among Us, regia di Ed Boon e Dominic Cianciolo (2013) - Khary Payton
- LEGO Dimensions, regia di James McLoughlin, Arthur Parsons, Justin Villiers e Jon Burton (2015) - Khary Payton
- Teeny Titans (2016) - Khary Payton
- Injustice 2, regia di Ed Boon, Dominic Cianciolo e Martin Stoltz (2017) - Khary Payton